# جون براون (عسكري أمريكي)
جون براون (بالإنجليزية: John Brown)‏ هو عسكري أمريكي، ولد في 23 أكتوبر 1842، وتوفي في 21 أكتوبر 1919 في ساساكوا في الولايات المتحدة.